# Lotto Volley League (2024/2025)
Lotto Volley League 2024/2025 – 81. sezon mistrzostw Belgii w piłce siatkowej zorganizowany przez stowarzyszenie Belgian Volley League we współpracy ze związkiem Volley Belgium. Rozpoczął się 21 września 2024 roku i trwał do 13 maja 2025 roku.
W Lotto Volley League uczestniczyło 10 drużyn. Do najwyższej klasy rozgrywkowej dołączył Thuismakers Brabo Antwerp VT.
Rozgrywki składały się z fazy zasadniczej, drugiej rundy oraz fazy play-off. W fazie zasadniczej zespoły rozegrały ze sobą po dwa mecze. Cztery najlepsze drużyny awansowały do BeNe Conference – nowo powstałych wspólnych rozgrywek ligowych dla klubów z Belgii i Holandii, natomiast pozostałe grały w grupie Challenge.
W BeNe Conference drużyny z przeciwnych państw rozegrały po dwa spotkania. W tabeli uwzględniono wyniki meczów fazy zasadniczej pomiędzy zespołami z tego samego kraju. Mistrzem BeNe Conference został Knack Roeselare, drugie miejsce zajął klub Volley Haasrode Leuven, natomiast trzecie – Lindemans Aalst.
W fazie play-off brały udział wszystkie belgijskie drużyny z BeNe Conference oraz dwa najlepsze zespoły grupy Challenge. Faza play-off obejmowała ćwierćfinały, półfinały oraz finały.
Po raz szesnasty, jednocześnie piąty raz z rzędu, mistrzostwo Belgii zdobył klub Knack Roeselare, który w finałach fazy play-off pokonał zespół Volley Haasrode Leuven. Nagrodę dla MVP sezonu otrzymał Gilles Vandecaveye.
Sponsorem tytularnym rozgrywek było przedsiębiorstwo Nationale Loterij organizujące loterię Lotto.

## System rozgrywek
Lotto Volley League w sezonie 2024/2025 składała się z fazy zasadniczej, drugiej rundy oraz fazy play-off.

### Faza zasadnicza
W fazie zasadniczej drużyny rozegrały ze sobą po dwa mecze systemem kołowym (mecz u siebie i rewanż na wyjeździe). Cztery najlepsze zespoły awansowały do BeNe Conference – wspólnego etapu rozgrywek dla klubów z Belgii i Holandii. Pozostałe drużyny trafiły do grupy Challenge.

### Druga runda
W drugiej rundzie zespoły rywalizowały w dwóch grupach: BeNe Conference i grupie Challenge.
BeNe Conference

W BeNe Conference uczestniczyły po cztery najlepsze zespoły fazy zasadniczej Lotto Volley League i holenderskiej Eredivisie. W ramach BeNe Conference drużyny z przeciwnych państw rozegrały po dwa spotkania systemem kołowym (mecz u siebie i rewanż na wyjeździe). Do tabeli wliczono wyniki meczów fazy zasadniczej pomiędzy zespołami z tego samego kraju.
Dwie najlepsze belgijskie drużyny w BeNe Conference awansowały bezpośrednio do półfinałów, natomiast pozostałe belgijskie zespoły rywalizowały w ćwierćfinałach fazy play-off.
Grupa Challenge

W grupie Challenge rywalizowały zespoły, które w fazie zasadniczej zajęły miejsca 5-10. Drużyny drugą fazę rozpoczęły z liczbą punktów uzależnioną od miejsca w fazie zasadniczej:
- 5. miejsce – 5 punktów,
- 6. miejsce – 4 punkty,
- 7. miejsce – 3 punkty,
- 8. miejsce – 2 punkty,
- 9. miejsce – 1 punkt,
- 10. miejsce – 0 punktów.

Zespoły rozegrały ze sobą po dwa mecze systemem kołowym (mecz u siebie i rewanż na wyjeździe). Dwa najlepsze awansowały do ćwierćfinałów fazy play-off, pozostałe zakończyły udział w rozgrywkach.
Po zakończeniu rozgrywek żadna drużyna nie spadła do niższej ligi.

### Faza play-off
Faza play-off obejmowała ćwierćfinały, półfinały oraz finały.
Ćwierćfinały

Ćwierćfinałowe pary utworzone zostały według poniższego schematu:
- para 1: 3. miejsce w BeNe Conference – 2. miejsce w grupie Challenge;
- para 2: 4. miejsce w BeNe Conference – 1. miejsce w grupie Challenge.

Rywalizacja w parach toczyła się do dwóch zwycięstw ze zmianą gospodarza po każdym meczu. Gospodarzem pierwszego meczu był zespół z BeNe Conference. Zwycięzcy w parach awansowali do półfinałów, natomiast przegrani zakończyli udział w rozgrywkach i zostali sklasyfikowani na 5. miejscu.
Półfinały

Półfinałowe pary utworzone zostały według poniższego schematu:
- para 1: 1. miejsce w BeNe Conference – zwycięzca w ćwierćfinałowej parze 2;
- para 2: 2. miejsce w BeNe Conference – zwycięzca w ćwierćfinałowej parze 1.

Rywalizacja w parach toczyła się do dwóch zwycięstw ze zmianą gospodarza po każdym meczu. Gospodarzem pierwszego meczu był zespół, który w drugiej rundzie zajął wyższe miejsce. Zwycięzcy w parach awansowali do finałów, natomiast przegrani zakończyli udział w rozgrywkach i zostali sklasyfikowani na 3. miejscu.
Finały

W finałach zespoły grały w serii do trzech zwycięstw ze zmianą gospodarza po każdym meczu. Gospodarzem pierwszego meczu był zespół, który w drugiej rundzie zajął wyższe miejsce. Zwycięzca finałów został mistrzem Belgii, natomiast przegrany – wicemistrzem.

### Kryteria ustalenia pozycji w tabeli
O kolejności w tabeli decydowały następujące kryteria:
1. liczba punktów (3:0 i 3:1 – 3 punkty dla zwycięzcy, 0 punktów dla przegranego; 3:2 – 2 punkty dla zwycięzcy, 1 punkt dla przegranego; walkower – 3 punkty dla zwycięzcy, -1 punkt dla przegranego),
2. liczba zwycięstw,
3. stosunek setów wygranych do przegranych (do dwóch miejsc po przecinku),
4. bilans w meczach bezpośrednich pomiędzy zainteresowanymi drużynami zgodnie z punktami 1-3,
5. dodatkowy mecz – jeśli rozstrzygnięcie ma znaczenie dla tytułu, awansu lub spadku, przydziału miejsca w fazie play-off lub udziału w europejskich pucharach.

## Drużyny uczestniczące
W Lotto Volley League w sezonie 2024/2025 uczestniczyło 10 drużyn. Do najwyższej klasy rozgrywkowej dołączył Thuismakers Brabo Antwerp VT.
W drugiej rundzie w BeNe Conference brały udział po cztery najlepsze zespoły fazy zasadniczej Lotto Volley League (tj. Knack Roeselare, Lindemans Aalst, Volley Haasrode Leuven i Tectum Achel) oraz holenderskiej Eredivisie (tj. Nova Tech Lycurgus, Orion Stars, Draisma Dynamo i Prima Donna Kaas Huizen).
| Lotto Volley League 2024/2025 | Lotto Volley League 2024/2025 |                            |
| ----------------------------- | ----------------------------- | -------------------------- |
| Knack Roeselare               | 1                             | Liga Mistrzów • Puchar CEV |
| VC Greenyard Maaseik          | 2                             | Liga Mistrzów              |
| Lindemans Aalst               | 3                             | Puchar CEV                 |
| Volley Haasrode Leuven        | 4                             | Puchar CEV                 |
| Decospan Volley Team Menen    | 5                             | Puchar Challenge           |
| Waremme Volley                | 6                             |                            |
| Tectum Achel                  | 7                             |                            |
| Caruur Volley Gent            | 8                             |                            |
| Volley Guibertin              | 9                             |                            |
| Awans z Nationale 1           |                               |                            |
| Thuismakers Brabo Antwerp VT  | 2                             |                            |

Oznaczenia:
- kolumna druga – miejsce zajęte przez daną drużynę w poprzednim sezonie.

### Zmiany nazw drużyn
| Nazwa klubu w sezonie 2023/2024 | Nazwa klubu w sezonie 2024/2025 | *      |
| ------------------------------- | ------------------------------- | ------ |
| Interfreight Brabo Antwerp VT   | Thuismakers Brabo Antwerp VT    | [ 15 ] |

## Hale sportowe
| Drużyna                      | Hala sportowa              | Miejscowość        | *      |
| ---------------------------- | -------------------------- | ------------------ | ------ |
| Caruur Volley Gent           | Edugo Arena                | Gandawa            |        |
| Decospan Volley Team Menen   | CC De Steiger              | Menen              |        |
| VC Greenyard Maaseik         | Steengoed Arena            | Maaseik            |        |
| Knack Roeselare              | REO Arena                  | Roeselare          | [ 16 ] |
| Lindemans Aalst              | Sportcentrum Schotte       | Aalst              |        |
| Tectum Achel                 | Sporthal De Koekoek        | Hamont-Achel       |        |
| Thuismakers Brabo Antwerp VT | Sporthal Arena             | Antwerpia          |        |
| Volley Guibertin             | Centre sportif Jean Moisse | Mont-Saint-Guibert |        |
| Volley Haasrode Leuven       | Sportoase                  | Leuven             |        |
| Waremme Volley               | Province Ballons Arena     | Waremme            |        |
| BeNe Conference              |                            |                    |        |
| Draisma Dynamo               | Omnisport                  | Apeldoorn          |        |
| Nova Tech Lycurgus           | MartiniPlaza               | Groningen          |        |
| Orion Stars                  | SaZa Topsporthal           | Doetinchem         |        |
| Prima Donna Kaas Huizen      | Sporthal Wolfskamer        | Huizen             |        |
| Źródło:                      |                            |                    |        |

| VC Greenyard MaaseikKnack RoeselareVolley Haasrode LeuvenCaruur Volley GentDecospan Volley Team MenenLindemans AalstTectum AchelVolley GuibertinWaremme VolleyThuismakers · Brabo Antwerp VT Lokalizacja głównych obiektów sportowych | Orion StarsDraisma DynamoNova Tech LycurgusPrima Donna Kaas Huizen Lokalizacja głównych obiektów sportowych holenderskich drużyn uczestniczących w BeNe Conference |

## Trenerzy
| Drużyna                      | Trener               | Asystent trenera                             | *      |
| ---------------------------- | -------------------- | -------------------------------------------- | ------ |
| Caruur Volley Gent           | Filip Van der Bracht | Sander Lievens                               | [ 19 ] |
| Decospan Volley Team Menen   | Julien Lemay         | Jelle Sinnesael                              | [ 20 ] |
| Knack Roeselare              | Steven Vanmedegael   | Marcin Nowakowski                            | [ 21 ] |
| Lindemans Aalst              | Frank Depestele      | Joost Van Kerckhove                          | [ 22 ] |
| Tectum Achel                 | Jan Vanvenckenray    | Joost Weltens Allan Van De Loo               | [ 23 ] |
| Thuismakers Brabo Antwerp VT | Raf Vekemans         | Roy Van Heurck                               | [ 24 ] |
| VC Greenyard Maaseik         | Claudio Gewehr       | Ivan Janssen                                 | [ 25 ] |
| Volley Guibertin             | Audry Frankart       | —                                            | [ 26 ] |
| Volley Haasrode Leuven       | Hendrik Tuerlinckx   | Koen Aerts                                   | [ 27 ] |
| Waremme Volley               | Frédéric Servotte    | Sven Govers                                  | [ 28 ] |
| BeNe Conference              |                      |                                              |        |
| Draisma Dynamo               | Redbad Strikwerda    | Ivo Martinovic                               | [ 29 ] |
| Nova Tech Lycurgus           | Mark Lebedew         | Sam Gortzak                                  | [ 30 ] |
| Orion Stars                  | Dirk Sparidans       | Joost Joosten Pim Kamps Yannick van Harskamp | [ 31 ] |
| Prima Donna Kaas Huizen      | Arno van Solkema     | Jesse Zegeling                               | [ 32 ] |

### Zmiany trenerów
| Klub                       | Były trener       | Data odejścia           | Nowy trener          | Data przyjścia          | *             |
| -------------------------- | ----------------- | ----------------------- | -------------------- | ----------------------- | ------------- |
| Przed sezonem              |                   |                         |                      |                         |               |
| Caruur Volley Gent         | Johan Verstappen  | koniec sezonu 2023/2024 | Filip Van der Bracht | przed sezonem 2024/2025 | [ 33 ]        |
| Decospan Volley Team Menen | Frank Depestele   | koniec sezonu 2023/2024 | Julien Lemay         | przed sezonem 2024/2025 | [ 34 ]        |
| Lindemans Aalst            | Christophe Achten | koniec sezonu 2023/2024 | Frank Depestele      | przed sezonem 2024/2025 | [ 35 ]        |
| VC Greenyard Maaseik       | Fulvio Bertini    | koniec sezonu 2023/2024 | Guido Görtzen        | przed sezonem 2024/2025 | [ 36 ]        |
| Volley Guibertin           | Wannes Rosiers    | koniec sezonu 2023/2024 | Audry Frankart       | przed sezonem 2024/2025 | [ 37 ]        |
| Volley Haasrode Leuven     | Kris Eyckmans     | koniec sezonu 2023/2024 | Hendrik Tuerlinckx   | przed sezonem 2024/2025 | [ 38 ]        |
| W trakcie sezonu           |                   |                         |                      |                         |               |
| VC Greenyard Maaseik       | Guido Görtzen     | 16.12.2024              | Claudio Gewehr       | 27.12.2024              | [ 39 ] [ 40 ] |

## Faza zasadnicza

### Tabela wyników
| Gospodarz \ Gość1            | ROE | MAA | AAL | LEU | MEN | WAR | ACH | GEN | GUI | ANT |
| ---------------------------- | --- | --- | --- | --- | --- | --- | --- | --- | --- | --- |
| Knack Roeselare              | -   | 3:2 | 3:0 | 3:1 | 3:0 | 3:0 | 3:2 | 3:0 | 3:0 | 3:0 |
| VC Greenyard Maaseik         | 0:3 | -   | 3:2 | 3:2 | 3:0 | 3:0 | 0:3 | 3:1 | 3:0 | 3:0 |
| Lindemans Aalst              | 3:2 | 3:2 | -   | 3:1 | 1:3 | 3:2 | 3:2 | 3:2 | 3:0 | 3:0 |
| Volley Haasrode Leuven       | 2:3 | 3:2 | 3:0 | -   | 2:3 | 3:1 | 2:3 | 3:2 | 3:1 | 3:0 |
| Decospan Volley Team Menen   | 3:1 | 3:0 | 3:1 | 1:3 | -   | 2:3 | 1:3 | 3:0 | 3:0 | 3:2 |
| Waremme Volley               | 0:3 | 2:3 | 1:3 | 3:1 | 3:1 | -   | 0:3 | 3:1 | 3:0 | 3:2 |
| Tectum Achel                 | 0:3 | 3:1 | 0:3 | 0:3 | 1:3 | 3:1 | -   | 3:1 | 3:1 | 3:1 |
| Caruur Volley Gent           | 2:3 | 0:3 | 0:3 | 0:3 | 2:3 | 2:3 | 0:3 | -   | 3:1 | 3:0 |
| Volley Guibertin             | 3:1 | 0:3 | 0:3 | 1:3 | 0:3 | 3:1 | 0:3 | 3:1 | -   | 3:0 |
| Thuismakers Brabo Antwerp VT | 0:3 | 0:3 | 0:3 | 0:3 | 0:3 | 1:3 | 3:2 | 1:3 | 1:3 | -   |

Źródło: 
1 Drużyna gospodarzy jest wymieniona po lewej stronie tabeli.
Kolory:
  zwycięstwo gospodarzy 3:0 lub 3:1
  zwycięstwo gospodarzy 3:2
  zwycięstwo gości 3:0 lub 3:1
  zwycięstwo gości 3:2

### Terminarz i wyniki spotkań
| WYNIKI SPOTKAŃ | WYNIKI SPOTKAŃ | WYNIKI SPOTKAŃ               | WYNIKI SPOTKAŃ                          | WYNIKI SPOTKAŃ               | WYNIKI SPOTKAŃ           | WYNIKI SPOTKAŃ | WYNIKI SPOTKAŃ           | WYNIKI SPOTKAŃ  |
| Data | Godz.          | Gospodarz                    | Rezultat                                | Gość                         | Hala sportowa            | Widzów         | Star of the Game         | *               |
| --- | -------------- | ---------------------------- | --------------------------------------- | ---------------------------- | ------------------------ | -------------- | ------------------------ | --------------- |
| 1. KOLEJKA |                |                              |                                         |                              |                          |                |                          |                 |
| 22.09.2024 | 18:00          | Volley Haasrode Leuven       | 2:3 (25:17, 23:25, 25:23, 20:25, 11:15) | Decospan Volley Team Menen   | Sportoase                | 250            | Gilles Vandecaveye       | [ 41 ] [ 42 ]   |
| 21.09.2024 | 20:30          | Tectum Achel                 | 3:1 (25:19, 24:26, 30:28, 25:22)        | Volley Guibertin             | Sporthal De Koekoek      | 305            | Jippe Schroeven          | [ 43 ] [ 44 ]   |
| 21.09.2024 | 20:30          | Thuismakers Brabo Antwerp VT | 0:3 (21:25, 17:25, 19:25)               | VC Greenyard Maaseik         | Sporthal Arena           | 250            | Francisco Iribarne       | [ 45 ] [ 46 ]   |
| 22.09.2024 | 14:00          | Waremme Volley               | 0:3 (19:25, 21:25, 26:28)               | Knack Roeselare              | Province Ballons Arena   | 200            | Basil Dermaux            | [ 47 ] [ 48 ]   |
| 21.09.2024 | 20:30          | Caruur Volley Gent           | 0:3 (18:25, 23:25, 19:25)               | Lindemans Aalst              | Edugo Arena              | 300            | Max Schulz               | [ 49 ] [ 50 ]   |
| 2. KOLEJKA |                |                              |                                         |                              |                          |                |                          |                 |
| 29.09.2024 | 18:00          | Volley Haasrode Leuven       | 3:2 (21:25, 25:23, 20:25, 25:21, 15:12) | VC Greenyard Maaseik         | Sportoase                | 425            | Ryan Poole               | [ 51 ] [ 52 ]   |
| 28.09.2024 | 20:30          | Knack Roeselare              | 3:2 (25:21, 25:22, 22:25, 20:25, 15:13) | Tectum Achel                 | Tomabelhal               | 560            | Basil Dermaux            | [ 53 ] [ 54 ]   |
| 27.09.2024 | 20:30          | Caruur Volley Gent           | 3:0 (25:18, 25:15, 25:20)               | Thuismakers Brabo Antwerp VT | Edugo Arena              | 300            | Ricardo Hofman           | [ 55 ] [ 56 ]   |
| 29.09.2024 | 18:00          | Volley Guibertin             | 0:3 (20:25, 20:25, 21:25)               | Decospan Volley Team Menen   | Centre sportif J. Moisse | bd.            | Akseli Lankinen          | [ 57 ] [ 58 ]   |
| 28.09.2024 | 20:30          | Lindemans Aalst              | 3:2 (20:25, 16:25, 25:20, 25:22, 16:14) | Waremme Volley               | Sportcentrum Schotte     | 615            | Álvaro Gimeno            | [ 59 ] [ 60 ]   |
| 3. KOLEJKA |                |                              |                                         |                              |                          |                |                          |                 |
| 2.10.2024 | 20:30          | Knack Roeselare              | 3:0 (25:12, 25:19, 25:23)               | Caruur Volley Gent           | Tomabelhal               | 440            | Basil Dermaux            | [ 61 ] [ 62 ]   |
| 2.10.2024 | 20:30          | Volley Haasrode Leuven       | 2:3 (25:13, 22:25, 18:25, 25:17, 11:15) | Tectum Achel                 | Sportoase                | bd.            | Mario Schmidgall         | [ 63 ] [ 64 ]   |
| 3.10.2024 | 21:00          | Thuismakers Brabo Antwerp VT | 0:3 (17:25, 23:25, 22:25)               | Decospan Volley Team Menen   | Sporthal Arena           | 150            | Eliot De Vleeschhauwer   | [ 65 ] [ 66 ]   |
| 2.10.2024 | 20:30          | Waremme Volley               | 3:0 (25:21, 25:23, 25:21)               | Volley Guibertin             | Province Ballons Arena   | 250            | Jan Jirásek              | [ 67 ] [ 68 ]   |
| 2.10.2024 | 20:30          | VC Greenyard Maaseik         | 3:2 (25:17, 17:25, 25:22, 21:25, 15:11) | Lindemans Aalst              | Steengoed Arena          | 750            | Cody Kessel              | [ 69 ] [ 70 ]   |
| 4. KOLEJKA |                |                              |                                         |                              |                          |                |                          |                 |
| 5.10.2024 | 20:30          | Decospan Volley Team Menen   | 3:1 (25:15, 17:25, 25:23, 30:28)        | Knack Roeselare              | CC De Steiger            | 1000           | Gilles Vandecaveye       | [ 71 ] [ 72 ]   |
| 5.10.2024 | 20:30          | Tectum Achel                 | 0:3 (19:25, 12:25, 26:28)               | Lindemans Aalst              | Sporthal De Koekoek      | 348            | Álvaro Gimeno            | [ 73 ] [ 74 ]   |
| 6.10.2024 | 14:00          | Waremme Volley               | 3:1 (25:22, 25:18, 23:25, 25:14)        | Caruur Volley Gent           | Province Ballons Arena   | 250            | Robin Overbeeke          | [ 75 ] [ 76 ]   |
| 6.10.2024 | 18:00          | Volley Guibertin             | 0:3 (14:25, 18:25, 15:25)               | VC Greenyard Maaseik         | Centre sportif J. Moisse | bd.            | Pierre Perin             | [ 77 ] [ 78 ]   |
| 5.10.2024 | 20:30          | Thuismakers Brabo Antwerp VT | 0:3 (11:25, 15:25, 20:25)               | Volley Haasrode Leuven       | Sporthal Arena           | 150            | Simon Peeters            | [ 79 ] [ 80 ]   |
| 5. KOLEJKA |                |                              |                                         |                              |                          |                |                          |                 |
| 19.10.2024 | 20:30          | Decospan Volley Team Menen   | 2:3 (22:25, 25:15, 25:17, 22:25, 11:15) | Waremme Volley               | CC De Steiger            | 450            | Oskar von Sydow          | [ 81 ] [ 82 ]   |
| 19.10.2024 | 20:30          | Tectum Achel                 | 3:1 (25:18, 25:22, 20:25, 25:23)        | Caruur Volley Gent           | Sporthal De Koekoek      | 323            | Felix Baumann            | [ 83 ] [ 84 ]   |
| 19.10.2024 | 20:30          | VC Greenyard Maaseik         | 0:3 (17:25, 17:25, 21:25)               | Knack Roeselare              | Steengoed Arena          | 870            | Stijn D’Hulst            | [ 85 ] [ 86 ]   |
| 20.10.2024 | 18:00          | Volley Guibertin             | 1:3 (16:25, 25:27, 25:21, 21:25)        | Volley Haasrode Leuven       | Centre sportif J. Moisse | bd.            | Ward Van Dyck            | [ 87 ] [ 88 ]   |
| 19.10.2024 | 20:30          | Lindemans Aalst              | 3:0 (25:19, 25:23, 25:16)               | Thuismakers Brabo Antwerp VT | Sportcentrum Schotte     | bd.            | Álvaro Gimeno            | [ 89 ] [ 90 ]   |
| 6. KOLEJKA |                |                              |                                         |                              |                          |                |                          |                 |
| 26.10.2024 | 20:30          | VC Greenyard Maaseik         | 3:0 (25:20, 25:12, 25:17)               | Decospan Volley Team Menen   | Steengoed Arena          | 850            | Francisco Iribarne       | [ 91 ] [ 92 ]   |
| 27.10.2024 | 14:00          | Waremme Volley               | 0:3 (25:27, 19:25, 22:25)               | Tectum Achel                 | Province Ballons Arena   | 245            | Yannick Bak              | [ 93 ] [ 94 ]   |
| 26.10.2024 | 20:30          | Caruur Volley Gent           | 3:1 (25:13, 25:19, 22:25, 25:21)        | Volley Guibertin             | Edugo Arena              | 150            | Ricardo Hofman           | [ 95 ] [ 96 ]   |
| 24.10.2024 | 21:00          | Thuismakers Brabo Antwerp VT | 0:3 (14:25, 20:25, 23:25)               | Knack Roeselare              | Sporthal Arena           | bd.            | Jasper Wijkstra          | [ 97 ] [ 98 ]   |
| 26.10.2024 | 20:30          | Lindemans Aalst              | 3:1 (25:22, 25:19, 25:27, 25:19)        | Volley Haasrode Leuven       | Sportcentrum Schotte     | 915            | Lucas Lorente López      | [ 99 ] [ 100 ]  |
| 7. KOLEJKA |                |                              |                                         |                              |                          |                |                          |                 |
| 30.10.2024 | 20:30          | Tectum Achel                 | 3:1 (25:22, 24:26, 25:21, 25:23)        | VC Greenyard Maaseik         | Sporthal De Koekoek      | 622            | Jippe Schroeven          | [ 101 ] [ 102 ] |
| 30.10.2024 | 20:30          | Volley Guibertin             | 3:0 (25:23, 25:22, 25:22)               | Thuismakers Brabo Antwerp VT | Centre sportif J. Moisse | bd.            | Roman Abinet             | [ 103 ] [ 104 ] |
| 30.10.2024 | 20:30          | Knack Roeselare              | 3:0 (25:17, 25:20, 25:22)               | Lindemans Aalst              | Tomabelhal               | 835            | Seppe Rotty              | [ 105 ] [ 106 ] |
| 30.10.2024 | 20:30          | Caruur Volley Gent           | 2:3 (24:26, 24:26, 29:27, 25:23, 15:17) | Decospan Volley Team Menen   | Edugo Arena              | 250            | Gilles Vandecaveye       | [ 107 ] [ 108 ] |
| 6.11.2024 | 20:30          | Volley Haasrode Leuven       | 3:1 (23:25, 25:11, 25:18, 26:24)        | Waremme Volley               | Sportoase                | 300            | Christophe Witvrouwen    | [ 109 ]         |
| 8. KOLEJKA |                |                              |                                         |                              |                          |                |                          |                 |
| 9.11.2024 | 20:30          | Decospan Volley Team Menen   | 1:3 (14:25, 27:25, 20:25, 13:25)        | Tectum Achel                 | CC De Steiger            | 300            | Yannick Bak              | [ 110 ] [ 111 ] |
| 9.11.2024 | 20:30          | Knack Roeselare              | 3:1 (25:23, 19:25, 25:15, 25:17)        | Volley Haasrode Leuven       | Tomabelhal               | 535            | Matthijs Verhanneman     | [ 112 ] [ 113 ] |
| 9.11.2024 | 20:30          | Lindemans Aalst              | 3:0 (25:20, 25:18, 25:21)               | Volley Guibertin             | Sportcentrum Schotte     | 789            | Berre Peters             | [ 114 ] [ 115 ] |
| 9.11.2024 | 21:00          | Thuismakers Brabo Antwerp VT | 1:3 (25:17, 18:25, 27:29, 22:25)        | Waremme Volley               | Sporthal Arena           | 350            | Kévin Klinkenberg        | [ 116 ] [ 117 ] |
| 9.11.2024 | 20:30          | VC Greenyard Maaseik         | 3:1 (25:20, 25:18, 29:31, 25:21)        | Caruur Volley Gent           | Steengoed Arena          | 610            | Jolan Cox                | [ 118 ] [ 119 ] |
| 9. KOLEJKA |                |                              |                                         |                              |                          |                |                          |                 |
| 16.11.2024 | 20:30          | Decospan Volley Team Menen   | 3:1 (20:25, 25:23, 25:19, 25:14)        | Lindemans Aalst              | CC De Steiger            | 700            | Eliot De Vleeschhauwer   | [ 120 ] [ 121 ] |
| 16.11.2024 | 20:30          | Tectum Achel                 | 3:1 (25:19, 25:12, 25:27, 25:23)        | Thuismakers Brabo Antwerp VT | Sporthal De Koekoek      | 324            | Jippe Schroeven          | [ 122 ] [ 123 ] |
| 23.10.2024 | 20:30          | Volley Haasrode Leuven       | 3:2 (25:21, 20:25, 23:25, 25:12, 17:15) | Caruur Volley Gent           | Sportoase                | 300            | Ryan Poole               | [ 124 ] [ 125 ] |
| 17.11.2024 | 18:00          | Volley Guibertin             | 3:1 (25:20, 20:25, 25:21, 25:15)        | Knack Roeselare              | Centre sportif J. Moisse | bd.            | Gert Van Walle           | [ 126 ] [ 127 ] |
| 17.11.2024 | 14:00          | Waremme Volley               | 2:3 (25:23, 18:25, 25:23, 22:25, 13:15) | VC Greenyard Maaseik         | Province Ballons Arena   | 350            | Pierre Perin             | [ 128 ] [ 129 ] |
| 10. KOLEJKA |                |                              |                                         |                              |                          |                |                          |                 |
| 23.11.2024 | 20:30          | Lindemans Aalst              | 3:2 (25:16, 23:25, 26:24, 20:25, 19:17) | Tectum Achel                 | Sportcentrum Schotte     | 985            | Max Schulz               | [ 130 ] [ 131 ] |
| 24.11.2024 | 15:00          | Knack Roeselare              | 3:0 (26:24, 25:20, 25:13)               | Decospan Volley Team Menen   | Tomabelhal               | 1145           | Seppe Rotty              | [ 132 ] [ 133 ] |
| 24.11.2024 | 14:00          | Caruur Volley Gent           | 2:3 (20:25, 25:23, 19:25, 25:21, 10:15) | Waremme Volley               | Edugo Arena              | 360            | Robin Overbeeke          | [ 134 ] [ 135 ] |
| 23.11.2024 | 20:30          | VC Greenyard Maaseik         | 3:0 (25:16, 25:14, 25:21)               | Volley Guibertin             | Steengoed Arena          | 550            | Renet Vanker             | [ 136 ] [ 137 ] |
| 24.11.2024 | 18:00          | Volley Haasrode Leuven       | 3:0 (25:17, 25:17, 25:13)               | Thuismakers Brabo Antwerp VT | Sportoase                | 250            | Matthias Valkiers        | [ 138 ] [ 139 ] |
| 11. KOLEJKA |                |                              |                                         |                              |                          |                |                          |                 |
| 7.12.2024 | 20:30          | Lindemans Aalst              | 3:2 (25:23, 20:25, 22:25, 25:23, 18:16) | Knack Roeselare              | Sportcentrum Schotte     | 920            | Matis Verwimp            | [ 140 ] [ 141 ] |
| 7.12.2024 | 20:30          | VC Greenyard Maaseik         | 0:3 (22:25, 19:25, 16:25)               | Tectum Achel                 | Steengoed Arena          | 1380           | Yannick Bak              | [ 142 ] [ 143 ] |
| 7.12.2024 | 21:00          | Thuismakers Brabo Antwerp VT | 1:3 (25:16, 22:25, 16:25, 22:25)        | Volley Guibertin             | Sporthal Arena           | 350            | Gertjan Vande Velde      | [ 144 ] [ 145 ] |
| 7.12.2024 | 20:30          | Decospan Volley Team Menen   | 3:0 (25:14, 25:20, 25:15)               | Caruur Volley Gent           | CC De Steiger            | 400            | Gilles Vandecaveye       | [ 146 ] [ 147 ] |
| 8.12.2024 | 14:00          | Waremme Volley               | 3:1 (25:22, 25:17, 16:25, 25:22)        | Volley Haasrode Leuven       | Province Ballons Arena   | 235            | Vianney Vandooren        | [ 148 ] [ 149 ] |
| 12. KOLEJKA |                |                              |                                         |                              |                          |                |                          |                 |
| 14.12.2024 | 20:30          | Tectum Achel                 | 3:1 (27:25, 25:23, 19:25, 25:14)        | Waremme Volley               | Sporthal De Koekoek      | 402            | Jippe Schroeven          | [ 150 ] [ 151 ] |
| 14.12.2024 | 20:30          | Decospan Volley Team Menen   | 3:0 (29:27, 25:21, 25:20)               | VC Greenyard Maaseik         | CC De Steiger            | 800            | Grégory Gempin           | [ 152 ] [ 153 ] |
| 15.12.2024 | 18:00          | Volley Guibertin             | 3:1 (24:26, 29:27, 25:21, 25:23)        | Caruur Volley Gent           | Centre sportif J. Moisse | bd.            | Gertjan Vande Velde      | [ 154 ] [ 155 ] |
| 14.12.2024 | 20:30          | Knack Roeselare              | 3:0 (25:22, 25:17, 25:18)               | Thuismakers Brabo Antwerp VT | Tomabelhal               | 645            | Stijn D’Hulst            | [ 156 ] [ 157 ] |
| 15.12.2024 | 18:00          | Volley Haasrode Leuven       | 3:0 (25:21, 25:20, 25:17)               | Lindemans Aalst              | Sportoase                | 300            | Matthias Valkiers        | [ 158 ] [ 159 ] |
| 13. KOLEJKA |                |                              |                                         |                              |                          |                |                          |                 |
| 8.01.2025 | 20:30          | Lindemans Aalst              | 1:3 (23:25, 25:16, 30:32, 15:25)        | Decospan Volley Team Menen   | Sportcentrum Schotte     | bd.            | Akseli Lankinen          | [ 160 ] [ 161 ] |
| 9.01.2025 | 21:00          | Thuismakers Brabo Antwerp VT | 3:2 (25:17, 25:27, 15:25, 25:22, 15:9)  | Tectum Achel                 | Sporthal Arena           | 250            | Vincent Jacobs           | [ 162 ] [ 163 ] |
| 8.01.2025 | 20:30          | Caruur Volley Gent           | 0:3 (20:25, 14:25, 18:25)               | Volley Haasrode Leuven       | Edugo Arena              | 150            | Simon Peeters            | [ 164 ] [ 165 ] |
| 8.01.2025 | 20:30          | Knack Roeselare              | 3:0 (25:19, 25:23, 25:18)               | Volley Guibertin             | Tomabelhal               | 495            | Basil Dermaux            | [ 166 ] [ 167 ] |
| 8.01.2025 | 20:30          | VC Greenyard Maaseik         | 3:0 (25:19, 25:15, 25:19)               | Waremme Volley               | Steengoed Arena          | 550            | Francisco Iribarne       | [ 168 ] [ 169 ] |
| 14. KOLEJKA |                |                              |                                         |                              |                          |                |                          |                 |
| 11.01.2025 | 20:30          | Tectum Achel                 | 1:3 (25:20, 15:25, 20:25, 21:25)        | Decospan Volley Team Menen   | Sporthal De Koekoek      | 355            | Akseli Lankinen          | [ 170 ] [ 171 ] |
| 11.01.2025 | 20:30          | Volley Haasrode Leuven       | 2:3 (19:25, 25:15, 23:25, 25:23, 14:16) | Knack Roeselare              | Sportoase                | bd.            | Lennert Van Elsen        | [ 172 ] [ 173 ] |
| 12.01.2025 | 18:00          | Volley Guibertin             | 0:3 (18:25, 19:25, 19:25)               | Lindemans Aalst              | Centre sportif J. Moisse | bd.            | Hiago Crins              | [ 174 ] [ 175 ] |
| 12.01.2025 | 14:00          | Waremme Volley               | 3:2 (25:19, 25:17, 22:25, 20:25, 16:14) | Thuismakers Brabo Antwerp VT | Province Ballons Arena   | 350            | Robin Overbeeke          | [ 176 ] [ 177 ] |
| 11.01.2025 | 20:30          | Caruur Volley Gent           | 0:3 (16:25, 23:25, 22:25)               | VC Greenyard Maaseik         | Edugo Arena              | 250            | Francisco Iribarne       | [ 178 ] [ 179 ] |
| 15. KOLEJKA |                |                              |                                         |                              |                          |                |                          |                 |
| 18.01.2025 | 20:30          | Decospan Volley Team Menen   | 1:3 (24:26, 25:19, 16:25, 19:25)        | Volley Haasrode Leuven       | CC De Steiger            | 400            | Matthias Valkiers        | [ 180 ] [ 181 ] |
| 19.01.2025 | 18:00          | Volley Guibertin             | 0:3 (21:25, 21:25, 22:25)               | Tectum Achel                 | Centre sportif J. Moisse | 150            | Mario Schmidgall         | [ 182 ] [ 183 ] |
| 18.01.2025 | 20:30          | VC Greenyard Maaseik         | 3:0 (25:22, 25:20, 25:14)               | Thuismakers Brabo Antwerp VT | Steengoed Arena          | 670            | Cody Kessel              | [ 184 ] [ 185 ] |
| 19.01.2025 | 15:00          | Knack Roeselare              | 3:0 (25:23, 28:26, 25:15)               | Waremme Volley               | Tomabelhal               | 515            | Seppe Rotty              | [ 186 ] [ 187 ] |
| 18.01.2025 | 20:30          | Lindemans Aalst              | 3:2 (25:11, 26:24, 29:31, 26:28, 15:13) | Caruur Volley Gent           | Sportcentrum Schotte     | 625            | Timo Lõhmus              | [ 188 ] [ 189 ] |
| 16. KOLEJKA |                |                              |                                         |                              |                          |                |                          |                 |
| 25.01.2025 | 20:30          | VC Greenyard Maaseik         | 3:2 (25:22, 25:17, 23:25, 28:30, 15:10) | Volley Haasrode Leuven       | Steengoed Arena          | 1600           | Pierre Perrin            | [ 190 ] [ 191 ] |
| 25.01.2025 | 20:30          | Tectum Achel                 | 0:3 (11:25, 21:25, 17:25)               | Knack Roeselare              | Sporthal De Koekoek      | 621            | Stijn D’Hulst            | [ 192 ] [ 193 ] |
| 25.01.2025 | 20:30          | Thuismakers Brabo Antwerp VT | 1:3 (24:26, 26:28, 25:23, 22:25)        | Caruur Volley Gent           | Sporthal Arena           | 150            | Kobe Brems               | [ 194 ] [ 195 ] |
| 25.01.2025 | 20:30          | Decospan Volley Team Menen   | 3:0 (25:16, 25:20, 25:23)               | Volley Guibertin             | CC De Steiger            | 516            | Grégory Gempin           | [ 196 ] [ 197 ] |
| 26.01.2025 | 14:00          | Waremme Volley               | 1:3 (25:23, 19:25, 14:25, 17:25)        | Lindemans Aalst              | Province Ballons Arena   | 300            | Álvaro Gimeno            | [ 198 ] [ 199 ] |
| 17. KOLEJKA |                |                              |                                         |                              |                          |                |                          |                 |
| 31.01.2025 | 20:30          | Caruur Volley Gent           | 0:3 (22:25, 14:25, 27:29)               | Tectum Achel                 | Sporthal De Koekoek      | 390            | Yannick Bak              | [ 200 ] [ 201 ] |
| 2.02.2025 | 14:00          | Waremme Volley               | 3:1 (25:23, 25:22, 16:25, 25:21)        | Decospan Volley Team Menen   | Sportoase                | 310            | Tijl Van Looveren        | [ 202 ] [ 203 ] |
| 1.02.2025 | 20:30          | Knack Roeselare              | 3:2 (25:20, 25:27, 25:20, 20:25, 18:16) | VC Greenyard Maaseik         | Centre sportif J. Moisse | 1785           | Stijn D’Hulst            | [ 204 ] [ 205 ] |
| 2.02.2025 | 18:00          | Volley Haasrode Leuven       | 3:1 (26:24, 25:21, 23:25, 25:18)        | Volley Guibertin             | Province Ballons Arena   | bd.            | Ryan Poole               | [ 206 ] [ 207 ] |
| 1.02.2025 | 17:00          | Thuismakers Brabo Antwerp VT | 0:3 (21:25, 16:25, 16:25)               | Lindemans Aalst              | Edugo Arena              | 340            | Lucas Lorente López      | [ 208 ] [ 209 ] |
| 18. KOLEJKA |                |                              |                                         |                              |                          |                |                          |                 |
| 8.02.2025 | 20:30          | Caruur Volley Gent           | 2:3 (22:25, 24:26, 25:21, 25:17, 9:15)  | Knack Roeselare              | Sportcentrum Schotte     | 355            | Erik Siksna              | [ 210 ] [ 211 ] |
| 8.02.2025 | 20:30          | Tectum Achel                 | 0:3 (20:25, 15:25, 23:25)               | Volley Haasrode Leuven       | Sporthal Arena           | 555            | Christophe Witvrouwen    | [ 212 ] [ 213 ] |
| 8.02.2025 | 20:30          | Decospan Volley Team Menen   | 3:2 (24:26, 25:21, 25:21, 19:25, 15:12) | Thuismakers Brabo Antwerp VT | Edugo Arena              | 450            | Gilles Vandecaveye       | [ 214 ] [ 215 ] |
| 9.02.2025 | 18:00          | Volley Guibertin             | 3:1 (25:21, 25:14, 21:25, 25:19)        | Waremme Volley               | Tomabelhal               | bd.            | Gert Van Walle           | [ 216 ] [ 217 ] |
| 8.02.2025 | 20:30          | Lindemans Aalst              | 3:2 (18:25, 24:26, 25:23, 25:18, 15:12) | VC Greenyard Maaseik         | Steengoed Arena          | bd.            | Álvaro Gimeno Max Schulz | [ 218 ] [ 219 ] |
| Godziny do 27 października 2024 roku podane są według strefy czasowej UTC+2, a od 27 października 2024 roku według strefy czasowej UTC+1. Źródło: |                |                              |                                         |                              |                          |                |                          |                 |

### Tabela
| Lp.                                      | Drużyna                      | Pkt | Mecze | Mecze | Mecze | Rodzaj wyniku | Rodzaj wyniku | Rodzaj wyniku | Rodzaj wyniku | Rodzaj wyniku | Rodzaj wyniku | Sety | Sety | Sety  | Małe punkty | Małe punkty | Małe punkty |
| Lp.                                      | Drużyna                      | Pkt | M     | W     | P     | 3:0           | 3:1           | 3:2           | 2:3           | 1:3           | 0:3           | wyg. | prz. | stos. | zdob.       | str.        | stos.       |
| ---------------------------------------- | ---------------------------- | --- | ----- | ----- | ----- | ------------- | ------------- | ------------- | ------------- | ------------- | ------------- | ---- | ---- | ----- | ----------- | ----------- | ----------- |
| 1                                        | Knack Roeselare              | 42  | 18    | 15    | 3     | 10            | 1             | 4             | 1             | 2             | 0             | 49   | 18   | 2.72  | 1563        | 1385        | 1.13        |
| 2                                        | Lindemans Aalst              | 35  | 18    | 13    | 5     | 6             | 2             | 5             | 1             | 2             | 2             | 43   | 27   | 1.59  | 1595        | 1487        | 1.07        |
| 3                                        | Volley Haasrode Leuven       | 35  | 18    | 11    | 7     | 5             | 4             | 2             | 4             | 3             | 0             | 44   | 29   | 1.52  | 1650        | 1507        | 1.09        |
| 4                                        | Tectum Achel                 | 35  | 18    | 11    | 7     | 4             | 6             | 1             | 3             | 1             | 3             | 40   | 29   | 1.38  | 1553        | 1516        | 1.02        |
| 5                                        | Decospan Volley Team Menen   | 34  | 18    | 12    | 6     | 5             | 4             | 3             | 1             | 3             | 2             | 41   | 28   | 1.46  | 1556        | 1505        | 1.03        |
| 6                                        | VC Greenyard Maaseik         | 33  | 18    | 11    | 7     | 7             | 1             | 3             | 3             | 1             | 3             | 40   | 28   | 1.43  | 1549        | 1425        | 1.09        |
| 7                                        | Waremme Volley               | 23  | 18    | 8     | 10    | 1             | 4             | 3             | 2             | 4             | 4             | 32   | 40   | 0.8   | 1542        | 1627        | 0.95        |
| 8                                        | Volley Guibertin             | 15  | 18    | 5     | 13    | 1             | 4             | 0             | 0             | 4             | 9             | 19   | 43   | 0.44  | 1330        | 1482        | 0.9         |
| 9                                        | Caruur Volley Gent           | 14  | 18    | 3     | 15    | 1             | 2             | 0             | 5             | 4             | 6             | 23   | 47   | 0.49  | 1493        | 1645        | 0.91        |
| 10                                       | Thuismakers Brabo Antwerp VT | 4   | 18    | 1     | 17    | 0             | 0             | 1             | 2             | 4             | 11            | 11   | 53   | 0.21  | 1278        | 1530        | 0.84        |
| Legenda: BeNe Conference grupa Challenge |                              |     |       |       |       |               |               |               |               |               |               |      |      |       |             |             |             |

Źródło: 
Punktacja: 3:0 i 3:1 – 3 pkt; 3:2 – 2 pkt; 2:3 – 1 pkt; 1:3 i 0:3 – 0 pkt
Zasady ustalania kolejności: zob. sekcję powyżej

## Druga runda

### BeNe Conference

#### Tabela wyników
| Gospodarz \ Gość1       | ROE | AAL | LEU | ACH | LYC | ORI | DYN | HUI |
| ----------------------- | --- | --- | --- | --- | --- | --- | --- | --- |
| Knack Roeselare         | -   | 3:0 | 3:1 | 3:2 | 3:1 | 3:0 | 3:0 | 3:0 |
| Lindemans Aalst         | 3:2 | -   | 3:1 | 3:2 | 0:3 | 3:1 | 3:1 | 3:1 |
| Volley Haasrode Leuven  | 2:3 | 3:0 | -   | 2:3 | 3:0 | 3:0 | 3:0 | 3:0 |
| Tectum Achel            | 0:3 | 0:3 | 0:3 | -   | 0:3 | 1:3 | 0:3 | 3:0 |
| Nova Tech Lycurgus      | 2:3 | 2:3 | 1:3 | 3:2 | -   | 3:1 | 3:0 | 3:0 |
| Orion Stars             | 1:3 | 2:3 | 3:1 | 3:0 | 3:0 | -   | 1:3 | 3:0 |
| Draisma Dynamo          | 0:3 | 3:1 | 1:3 | 3:1 | 1:3 | 3:2 | -   | 2:3 |
| Prima Donna Kaas Huizen | 0:3 | 0:3 | 0:3 | 0:3 | 2:3 | 1:3 | 3:1 | -   |

Źródło: 
1 Drużyna gospodarzy jest wymieniona po lewej stronie tabeli.
Uwagi: Tabela zawiera wyniki meczów rozegranych w fazie zasadniczej Lotto Volley League oraz Eredivisie.
Kolory:
  zwycięstwo gospodarzy 3:0 lub 3:1
  zwycięstwo gospodarzy 3:2
  zwycięstwo gości 3:0 lub 3:1
  zwycięstwo gości 3:2

#### Terminarz i wyniki spotkań
| Data | Godz. | Gospodarz               | Rezultat                                | Gość                    | Hala sportowa        | Widzów | Star of the Game            | *               |
| --- | ----- | ----------------------- | --------------------------------------- | ----------------------- | -------------------- | ------ | --------------------------- | --------------- |
| 1. KOLEJKA |       |                         |                                         |                         |                      |        |                             |                 |
| 15.02.2025 | 20:00 | Draisma Dynamo          | 0:3 (19:25, 19:25, 17:25)               | Knack Roeselare         | Omnisport            | 515    | Stijn D’Hulst               | [ 221 ] [ 222 ] |
| 15.02.2025 | 20:00 | Prima Donna Kaas Huizen | 0:3 (16:25, 17:25, 13:25)               | Tectum Achel            | Sporthal Wolfskamer  | bd.    | Jippe Schroeven             | [ 223 ] [ 224 ] |
| 15.02.2025 | 20:30 | Volley Haasrode Leuven  | 3:0 (25:16, 26:24, 25:20)               | Orion Stars             | Sportoase            | 300    | Christophe Witvrouwen       | [ 225 ] [ 226 ] |
| 15.02.2025 | 21:15 | Lindemans Aalst         | 0:3 (13:25, 17:25, 23:25)               | Nova Tech Lycurgus      | Sportcentrum Schotte | 500    | Jeffrey Klok                | [ 227 ] [ 228 ] |
| 2. KOLEJKA |       |                         |                                         |                         |                      |        |                             |                 |
| 22.02.2025 | 20:30 | Knack Roeselare         | 3:0 (25:9, 25:11, 25:21)                | Prima Donna Kaas Huizen | Tomabelhal           | 1235   | Erik Siksna                 | [ 229 ] [ 230 ] |
| 22.02.2025 | 21:15 | Tectum Achel            | 1:3 (16:25, 25:17, 22:25, 17:25)        | Orion Stars             | Sporthal De Koekoek  | 413    | Cas Abraham                 | [ 231 ] [ 232 ] |
| 22.02.2025 | 19:30 | Nova Tech Lycurgus      | 1:3 (21:25, 25:22, 23:25, 23:25)        | Volley Haasrode Leuven  | MartiniPlaza         | bd.    | Lambros Pitakudis           | [ 233 ] [ 234 ] |
| 22.02.2025 | 20:00 | Draisma Dynamo          | 3:1 (20:25, 25:21, 27:25, 26:24)        | Lindemans Aalst         | Omnisport            | 465    | Sjors Tijhuis               | [ 235 ] [ 236 ] |
| 3. KOLEJKA |       |                         |                                         |                         |                      |        |                             |                 |
| 9.03.2025 | 16:00 | Knack Roeselare         | 3:1 (25:17, 20:25, 25:23, 25:11)        | Nova Tech Lycurgus      | REO Arena            | 1255   | Basil Dermaux               | [ 237 ] [ 238 ] |
| 8.03.2025 | 20:30 | Tectum Achel            | 0:3 (23:25, 18:25, 19:25)               | Draisma Dynamo          | Sporthal De Koekoek  | 237    | Freek de Weijer             | [ 239 ] [ 240 ] |
| 8.03.2025 | 20:00 | Prima Donna Kaas Huizen | 0:3 (18:25, 23:25, 16:25)               | Volley Haasrode Leuven  | Sporthal Wolfskamer  | bd.    | Ryan Poole                  | [ 241 ] [ 242 ] |
| 9.03.2025 | 15:00 | Orion Stars             | 2:3 (20:25, 26:24, 27:25, 27:29, 12:15) | Lindemans Aalst         | SaZa Topsporthal     | bd.    | Álvaro Gimeno               | [ 243 ] [ 244 ] |
| 4. KOLEJKA |       |                         |                                         |                         |                      |        |                             |                 |
| 26.03.2025 | 20:00 | Orion Stars             | 1:3 (25:27, 24:26, 25:22, 20:25)        | Knack Roeselare         | SaZa Topsporthal     | 575    | Stijn D’Hulst               | [ 245 ] [ 246 ] |
| 14.03.2025 | 19:30 | Nova Tech Lycurgus      | 3:2 (23:25, 24:26, 25:20, 25:19, 15:10) | Tectum Achel            | MartiniPlaza         | bd.    | Nuno Marques                | [ 247 ] [ 248 ] |
| 16.03.2025 | 18:00 | Volley Haasrode Leuven  | 3:0 (25:19, 25:18, 25:20)               | Draisma Dynamo          | Sportoase            | 400    | Matthias Valkiers           | [ 249 ] [ 250 ] |
| 15.03.2025 | 20:30 | Lindemans Aalst         | 3:1 (25:18, 22:25, 25:18, 25:17)        | Prima Donna Kaas Huizen | Sportcentrum Schotte | 923    | Mihkel Varblane             | [ 251 ] [ 252 ] |
| 5. KOLEJKA |       |                         |                                         |                         |                      |        |                             |                 |
| 22.03.2025 | 20:30 | Knack Roeselare         | 3:0 (25:22, 25:23, 25:23)               | Orion Stars             | REO Arena            | 1235   | Dennis Deroey               | [ 253 ] [ 254 ] |
| 22.03.2025 | 20:30 | Tectum Achel            | 0:3 (24:26, 18:25, 15:25)               | Nova Tech Lycurgus      | Sporthal De Koekoek  | 285    | Vicente Parraguirre         | [ 255 ] [ 256 ] |
| 22.03.2025 | 20:30 | Draisma Dynamo          | 1:3 (17:25, 25:22, 23:25, 28:30)        | Volley Haasrode Leuven  | Omnisport            | 420    | Simon Peeters               | [ 257 ] [ 258 ] |
| 21.03.2025 | 20:00 | Prima Donna Kaas Huizen | 0:3 (11:25, 19:25, 16:25)               | Lindemans Aalst         | Sporthal Wolfskamer  | 140    | Álvaro Gimeno               | [ 259 ] [ 260 ] |
| 6. KOLEJKA |       |                         |                                         |                         |                      |        |                             |                 |
| 30.03.2025 | 15:00 | Nova Tech Lycurgus      | 2:3 (29:31, 23:25, 26:24, 25:23, 11:15) | Knack Roeselare         | MartiniPlaza         | 785    | Basil Dermaux               | [ 261 ] [ 262 ] |
| 30.03.2025 | 15:00 | Orion Stars             | 3:0 (25:22, 25:19, 25:22)               | Tectum Achel            | SaZa Topsporthal     | bd.    | Liam McCluskey              | [ 263 ] [ 264 ] |
| 30.03.2025 | 18:00 | Volley Haasrode Leuven  | 3:0 (25:17, 25:13, 25:17)               | Prima Donna Kaas Huizen | Sportoase            | 400    | Ryan Poole                  | [ 265 ] [ 266 ] |
| 29.03.2025 | 20:30 | Lindemans Aalst         | 3:1 (25:23, 22:25, 25:22, 25:19)        | Draisma Dynamo          | Sportcentrum Schotte | 550    | Bert Dufraing               | [ 267 ] [ 268 ] |
| 7. KOLEJKA |       |                         |                                         |                         |                      |        |                             |                 |
| 4.04.2025 | 20:00 | Prima Donna Kaas Huizen | 0:3 (17:25, 16:25, 17:25)               | Knack Roeselare         | Sporthal Wolfskamer  | 215    | Jasper Wijkstra             | [ 269 ] [ 270 ] |
| 5.04.2025 | 20:30 | Draisma Dynamo          | 3:1 (25:22, 25:23, 12:25, 26:24)        | Tectum Achel            | Omnisport            | bd.    | Jordi van Laar Dion Verweij | [ 271 ] [ 272 ] |
| 6.04.2025 | 18:00 | Volley Haasrode Leuven  | 3:0 (25:16, 25:22, 25:20)               | Nova Tech Lycurgus      | Sportoase            | 550    | Matthias Valkiers           | [ 273 ] [ 274 ] |
| 5.04.2025 | 20:30 | Lindemans Aalst         | 3:1 (25:20, 25:23, 23:25, 25:18)        | Orion Stars             | Sportcentrum Schotte | bd.    | Timo Lõhmus                 | [ 275 ] [ 276 ] |
| 8. KOLEJKA |       |                         |                                         |                         |                      |        |                             |                 |
| 11.04.2025 | 20:30 | Knack Roeselare         | 3:0 (25:21, 25:23, 25:23)               | Draisma Dynamo          | REO Arena            | 1195   | Dennis Deroey               | [ 277 ] [ 278 ] |
| 12.04.2025 | 20:30 | Tectum Achel            | 3:0 (25:20, 25:22, 25:23)               | Prima Donna Kaas Huizen | Sporthal De Koekoek  | 463    | Michiel Fransen             | [ 279 ] [ 280 ] |
| 11.04.2025 | 20:00 | Orion Stars             | 3:1 (23:25, 25:22, 25:17, 25:20)        | Volley Haasrode Leuven  | SaZa Topsporthal     | bd.    | Maksim Szkredau             | [ 281 ]         |
| 13.04.2025 | 16:00 | Nova Tech Lycurgus      | 2:3 (25:21, 23:25, 16:25, 25:19, 12:15) | Lindemans Aalst         | MartiniPlaza         | 800    | Lucas Lorente López         | [ 282 ] [ 283 ] |
| Godziny do 30 marca 2025 roku podane są według strefy czasowej UTC+1, a od 30 marca 2025 roku według strefy czasowej UTC+2. Źródło: |       |                         |                                         |                         |                      |        |                             |                 |

#### Tabela
| Lp.                                                             | Drużyna                 | Pkt | Mecze | Mecze | Mecze | Rodzaj wyniku | Rodzaj wyniku | Rodzaj wyniku | Rodzaj wyniku | Rodzaj wyniku | Rodzaj wyniku | Sety | Sety | Sety  | Małe punkty | Małe punkty | Małe punkty |
| Lp.                                                             | Drużyna                 | Pkt | M     | W     | P     | 3:0           | 3:1           | 3:2           | 2:3           | 1:3           | 0:3           | wyg. | prz. | stos. | zdob.       | str.        | stos.       |
| --------------------------------------------------------------- | ----------------------- | --- | ----- | ----- | ----- | ------------- | ------------- | ------------- | ------------- | ------------- | ------------- | ---- | ---- | ----- | ----------- | ----------- | ----------- |
| 1                                                               | Knack Roeselare         | 37  | 14    | 13    | 1     | 7             | 3             | 3             | 1             | 0             | 0             | 41   | 12   | 3.42  | 1255        | 1075        | 1.17        |
| 2                                                               | Volley Haasrode Leuven  | 29  | 14    | 9     | 5     | 7             | 2             | 0             | 2             | 3             | 0             | 34   | 17   | 2     | 1183        | 1071        | 1.1         |
| 3                                                               | Lindemans Aalst         | 26  | 14    | 10    | 4     | 2             | 4             | 4             | 0             | 1             | 3             | 31   | 24   | 1.29  | 1256        | 1198        | 1.05        |
| 4                                                               | Nova Tech Lycurgus      | 24  | 14    | 8     | 6     | 4             | 2             | 2             | 2             | 2             | 2             | 30   | 24   | 1.25  | 1215        | 1145        | 1.06        |
| 5                                                               | Orion Stars             | 20  | 14    | 6     | 8     | 3             | 3             | 0             | 2             | 4             | 2             | 26   | 27   | 0.96  | 1209        | 1190        | 1.02        |
| 6                                                               | Draisma Dynamo          | 15  | 14    | 5     | 9     | 1             | 3             | 1             | 1             | 4             | 4             | 21   | 32   | 0.66  | 1162        | 1237        | 0.94        |
| 7                                                               | Tectum Achel            | 11  | 14    | 3     | 11    | 2             | 0             | 1             | 3             | 2             | 6             | 17   | 35   | 0.49  | 1076        | 1178        | 0.91        |
| 8                                                               | Prima Donna Kaas Huizen | 6   | 14    | 2     | 12    | 0             | 1             | 1             | 1             | 2             | 9             | 10   | 39   | 0.26  | 904         | 1166        | 0.78        |
| Legenda: faza play-off – półfinały faza play-off – ćwierćfinały |                         |     |       |       |       |               |               |               |               |               |               |      |      |       |             |             |             |

Źródło: 
Punktacja: 3:0 i 3:1 – 3 pkt; 3:2 – 2 pkt; 2:3 – 1 pkt; 1:3 i 0:3 – 0 pkt
Zasady ustalania kolejności: zob. sekcję powyżej
Uwagi: Do tabeli zostały wliczone wyniki meczów fazy zasadniczej Lotto Volley League i Eredivisie między drużynami uczestniczącymi w BeNe Conference.

### Grupa Challenge

#### Tabela wyników
| Gospodarz \ Gość1            | MEN | MAA | WAR | GUI | GEN | ANT |
| ---------------------------- | --- | --- | --- | --- | --- | --- |
| Decospan Volley Team Menen   | -   | 3:1 | 3:1 | 3:0 | 3:0 | 3:0 |
| VC Greenyard Maaseik         | 3:0 | -   | 3:0 | 3:0 | 3:0 | 3:0 |
| Waremme Volley               | 0:3 | 3:2 | -   | 3:0 | 3:1 | 3:1 |
| Volley Guibertin             | 0:3 | 2:3 | 0:3 | -   | 1:3 | 3:0 |
| Caruur Volley Gent           | 3:0 | 0:3 | 3:1 | 2:3 | -   | 3:1 |
| Thuismakers Brabo Antwerp VT | 0:3 | 0:3 | 3:0 | 3:0 | 3:0 | -   |

Źródło: 
1 Drużyna gospodarzy jest wymieniona po lewej stronie tabeli.
Kolory:
  zwycięstwo gospodarzy 3:0 lub 3:1
  zwycięstwo gospodarzy 3:2
  zwycięstwo gości 3:0 lub 3:1
  zwycięstwo gości 3:2

#### Terminarz i wyniki spotkań
| Data | Godz. | Gospodarz                    | Rezultat                                | Gość                         | Hala sportowa            | Widzów | Star of the Game       | *               |
| --- | ----- | ---------------------------- | --------------------------------------- | ---------------------------- | ------------------------ | ------ | ---------------------- | --------------- |
| 1. KOLEJKA |       |                              |                                         |                              |                          |        |                        |                 |
| 15.02.2025 | 20:30 | VC Greenyard Maaseik         | 3:0 (25:16, 25:20, 25:13)               | Volley Guibertin             | Steengoed Arena          | 550    | Cody Kessel            | [ 284 ] [ 285 ] |
| 15.02.2025 | 20:30 | Decospan Volley Team Menen   | 3:0 (25:20, 25:20, 25:21)               | Caruur Volley Gent           | CC De Steiger            | 258    | Eliot De Vleeschhauwer | [ 286 ] [ 287 ] |
| 16.02.2025 | 14:00 | Waremme Volley               | 3:1 (24:26, 25:17, 25:18, 25:20)        | Thuismakers Brabo Antwerp VT | Province Ballons Arena   | 200    | Louis Laenen           | [ 288 ] [ 289 ] |
| 2. KOLEJKA |       |                              |                                         |                              |                          |        |                        |                 |
| 22.02.2025 | 20:30 | Caruur Volley Gent           | 0:3 (25:27, 13:25, 19:25)               | VC Greenyard Maaseik         | Edugo Arena              | 350    | Jolan Cox              | [ 290 ] [ 291 ] |
| 22.02.2025 | 21:00 | Thuismakers Brabo Antwerp VT | 0:3 (17:25, 16:25, 21:25)               | Decospan Volley Team Menen   | Sporthal Arena           | 200    | Eliot De Vleeschhauwer | [ 292 ] [ 293 ] |
| 23.02.2025 | 18:00 | Volley Guibertin             | 0:3 (17:25, 21:25, 20:25)               | Waremme Volley               | Centre sportif J. Moisse | bd.    | Oskar von Sydow        | [ 294 ] [ 295 ] |
| 3. KOLEJKA |       |                              |                                         |                              |                          |        |                        |                 |
| 5.03.2025 | 20:30 | Volley Guibertin             | 1:3 (25:19, 23:25, 23:25, 21:25)        | Caruur Volley Gent           | Centre sportif J. Moisse | bd.    | Ricardo Hofman         | [ 296 ] [ 297 ] |
| 5.03.2025 | 20:30 | VC Greenyard Maaseik         | 3:0 (25:21, 25:19, 25:23)               | Thuismakers Brabo Antwerp VT | Steengoed Arena          | 780    | Miguel Ángel Fornés    | [ 298 ] [ 299 ] |
| 12.03.2025 | 20:30 | Decospan Volley Team Menen   | 3:1 (25:17, 20:25, 25:17, 25:20)        | Waremme Volley               | CC De Steiger            | 286    | Yentl Bille            | [ 300 ] [ 301 ] |
| 4. KOLEJKA |       |                              |                                         |                              |                          |        |                        |                 |
| 8.03.2025 | 20:30 | Caruur Volley Gent           | 3:1 (29:31, 25:18, 25:20, 25:22)        | Thuismakers Brabo Antwerp VT | Edugo Arena              | 150    | Denis Christiany       | [ 302 ] [ 303 ] |
| 9.03.2025 | 14:00 | Waremme Volley               | 3:2 (21:25, 25:23, 25:22, 18:25, 15:11) | VC Greenyard Maaseik         | Province Ballons Arena   | 380    | Oskar von Sydow        | [ 304 ] [ 305 ] |
| 8.03.2025 | 20:30 | Decospan Volley Team Menen   | 3:0 (25:16, 25:19, 25:19)               | Volley Guibertin             | CC De Steiger            | 350    | Eliot De Vleeschhauwer | [ 306 ] [ 307 ] |
| 5. KOLEJKA |       |                              |                                         |                              |                          |        |                        |                 |
| 16.03.2025 | 14:00 | Waremme Volley               | 3:1 (18:25, 25:18, 25:19, 25:15)        | Caruur Volley Gent           | Province Ballons Arena   | 200    | Oskar von Sydow        | [ 308 ] [ 309 ] |
| 15.03.2025 | 20:30 | VC Greenyard Maaseik         | 3:0 (25:18, 25:21, 25:18)               | Decospan Volley Team Menen   | Steengoed Arena          | 630    | Dawid Pawlun           | [ 310 ] [ 311 ] |
| 16.03.2025 | 20:00 | Thuismakers Brabo Antwerp VT | 3:0 (25:16, 25:23, 29:27)               | Volley Guibertin             | Sporthal Arena           | 175    | Jeroen Oprins          | [ 312 ] [ 313 ] |
| 6. KOLEJKA |       |                              |                                         |                              |                          |        |                        |                 |
| 22.03.2025 | 20:30 | Caruur Volley Gent           | 3:1 (20:25, 26:24, 25:22, 25:13)        | Waremme Volley               | Edugo Arena              | bd.    | Tim Verstraete         | [ 314 ] [ 315 ] |
| 23.03.2025 | 15:00 | Decospan Volley Team Menen   | 3:1 (27:25, 22:25, 25:20, 25: 23)       | VC Greenyard Maaseik         | CC De Steiger            | 620    | Gilles Vandecaveye     | [ 316 ] [ 317 ] |
| 23.03.2025 | 18:00 | Volley Guibertin             | 3:0 (25:20, 25:19, 25:22)               | Thuismakers Brabo Antwerp VT | Centre sportif J. Moisse | bd.    | Roman Abinet           | [ 318 ] [ 319 ] |
| 7. KOLEJKA |       |                              |                                         |                              |                          |        |                        |                 |
| 26.03.2025 | 20:30 | Caruur Volley Gent           | 2:3 (25:19, 25:16, 32:34, 17:25, 17:19) | Volley Guibertin             | Edugo Arena              | 250    | Roman Abinet           | [ 320 ] [ 321 ] |
| 26.03.2025 | 21:00 | Thuismakers Brabo Antwerp VT | 0:3 (18:25, 14:25, 21:25)               | VC Greenyard Maaseik         | Sporthal Arena           | 150    | Landon Currie          | [ 322 ] [ 323 ] |
| 26.03.2025 | 20:30 | Waremme Volley               | 0:3 (19:25, 17:25, 24:26)               | Decospan Volley Team Menen   | Province Ballons Arena   | 500    | Gilles Vandecaveye     | [ 324 ] [ 325 ] |
| 8. KOLEJKA |       |                              |                                         |                              |                          |        |                        |                 |
| 29.03.2025 | 20:30 | VC Greenyard Maaseik         | 3:0 (25:21, 25:21, 25:17)               | Caruur Volley Gent           | Steengoed Arena          | 540    | Hampus Ekstrand        | [ 326 ] [ 327 ] |
| 29.03.2025 | 20:30 | Decospan Volley Team Menen   | 3:0 (25:18, 25:12, 25:21)               | Thuismakers Brabo Antwerp VT | CC De Steiger            | 500    | Akseli Lankinen        | [ 328 ] [ 329 ] |
| 30.03.2025 | 14:00 | Waremme Volley               | 3:0 (25:16, 25:18, 25:19)               | Volley Guibertin             | Province Ballons Arena   | 140    | Louis Laenen           | [ 330 ] [ 331 ] |
| 9. KOLEJKA |       |                              |                                         |                              |                          |        |                        |                 |
| 6.04.2025 | 18:00 | Volley Guibertin             | 2:3 (17:25, 26:24, 19:25, 25:23, 16:18) | VC Greenyard Maaseik         | Centre sportif J. Moisse | bd.    | Pierre Perin           | [ 332 ] [ 333 ] |
| 5.04.2025 | 20:30 | Caruur Volley Gent           | 3:0 (25:20, 25:21, 25:17)               | Decospan Volley Team Menen   | Edugo Arena              | 180    | Kobe Brems             | [ 334 ] [ 335 ] |
| 5.04.2025 | 20:30 | Thuismakers Brabo Antwerp VT | 3:0 (26:24, 25:20, 25:16)               | Waremme Volley               | Sporthal Arena           | 100    | Jeroen Oprins          | [ 336 ] [ 337 ] |
| 10. KOLEJKA |       |                              |                                         |                              |                          |        |                        |                 |
| 12.04.2025 | 20:30 | Thuismakers Brabo Antwerp VT | 3:0 (25:20, 25:21, 25:23)               | Caruur Volley Gent           | Sporthal Arena           | 100    | Jeroen Oprins          | [ 338 ] [ 339 ] |
| 12.04.2025 | 20:30 | VC Greenyard Maaseik         | 3:0 (25:21, 25:21, 25:23)               | Waremme Volley               | Steengoed Arena          | 720    | Pierre Perin           | [ 340 ] [ 341 ] |
| 13.04.2025 | 18:00 | Volley Guibertin             | 0:3 (16:25, 17:25, 23:25)               | Decospan Volley Team Menen   | Centre sportif J. Moisse | bd.    | Akseli Lankinen        | [ 342 ] [ 343 ] |
| Godziny do 30 marca 2025 roku podane są według strefy czasowej UTC+1, a od 30 marca 2025 roku według strefy czasowej UTC+2. Źródło: |       |                              |                                         |                              |                          |        |                        |                 |

#### Tabela
| Lp.                                   | Drużyna                      | Pkt | Mecze | Mecze | Mecze | Rodzaj wyniku | Rodzaj wyniku | Rodzaj wyniku | Rodzaj wyniku | Rodzaj wyniku | Rodzaj wyniku | Sety | Sety | Sety  | Małe punkty | Małe punkty | Małe punkty |
| Lp.                                   | Drużyna                      | Pkt | M     | W     | P     | 3:0           | 3:1           | 3:2           | 2:3           | 1:3           | 0:3           | wyg. | prz. | stos. | zdob.       | str.        | stos.       |
| ------------------------------------- | ---------------------------- | --- | ----- | ----- | ----- | ------------- | ------------- | ------------- | ------------- | ------------- | ------------- | ---- | ---- | ----- | ----------- | ----------- | ----------- |
| 1                                     | Decospan Volley Team Menen   | 29  | 10    | 8     | 2     | 6             | 2             | 0             | 0             | 0             | 2             | 24   | 8    | 3     | 760         | 658         | 1.16        |
| 2                                     | VC Greenyard Maaseik         | 28  | 10    | 8     | 2     | 7             | 0             | 1             | 1             | 1             | 0             | 27   | 8    | 3.38  | 841         | 709         | 1.19        |
| 3                                     | Waremme Volley               | 17  | 10    | 5     | 5     | 2             | 2             | 1             | 0             | 2             | 3             | 17   | 19   | 0.89  | 794         | 793         | 1           |
| 4                                     | Caruur Volley Gent           | 14  | 10    | 4     | 6     | 1             | 3             | 0             | 1             | 1             | 4             | 15   | 21   | 0.71  | 803         | 833         | 0.96        |
| 5                                     | Thuismakers Brabo Antwerp VT | 9   | 10    | 3     | 7     | 3             | 0             | 0             | 0             | 2             | 5             | 11   | 21   | 0.524 | 684         | 768         | 0.891       |
| 6                                     | Volley Guibertin             | 8   | 10    | 2     | 8     | 1             | 0             | 1             | 1             | 1             | 6             | 9    | 26   | 0.35  | 719         | 840         | 0.86        |
| Legenda: faza play-off – ćwierćfinały |                              |     |       |       |       |               |               |               |               |               |               |      |      |       |             |             |             |

Źródło: 
Punktacja: 3:0 i 3:1 – 3 pkt; 3:2 – 2 pkt; 2:3 – 1 pkt; 1:3 i 0:3 – 0 pkt
Zasady ustalania kolejności: zob. sekcję powyżej
Uwaga: Drużyny drugą fazę rozpoczęły z następującą liczbą punktów: Decospan Volley Team Menen – 5 pkt; VC Greenyard Maaseik – 4 pkt; Waremme Volley – 3 pkt; Volley Guibertin – 2 pkt; Caruur Volley Gent – 1 pkt; Thuismakers Brabo Antwerp VT – 0 pkt.

## Faza play-off
Godziny są podane według strefy czasowej UTC+2.

### Drabinka
|  |              |                            |              |                        |              |   |   |           |                 |           |           |           |   |  |        |        |        |        |        |        |        |
|  | Ćwierćfinały | Ćwierćfinały               | Ćwierćfinały | Ćwierćfinały           | Ćwierćfinały |   |   | Półfinały | Półfinały       | Półfinały | Półfinały | Półfinały |   |  | Finały | Finały | Finały | Finały | Finały | Finały | Finały |
|  | Ćwierćfinały | Ćwierćfinały               | Ćwierćfinały | Ćwierćfinały           | Ćwierćfinały |   |   | Półfinały | Półfinały       | Półfinały | Półfinały | Półfinały |   |  | Finały | Finały | Finały | Finały | Finały | Finały | Finały |
|  |              |                            |              |                        |              |   |   |           |                 |           |           |           |   |  |        |        |        |        |        |        |        |
|  |              |                            |              |                        |              |   |   |           |                 |           |           |           |   |  |        |        |        |        |        |        |        |
|  |              |                            |              |                        |              |   |   |           |                 |           |           |           |   |  |        |        |        |        |        |        |        |
|  |              |                            |              |                        |              |   |   |           |                 |           |           |           |   |  |        |        |        |        |        |        |        |
|  |              |                            |              |                        |              |   |   |           |                 |           |           |           |   |  |        |        |        |        |        |        |        |
|  | 1            | Knack Roeselare            | 3            | 3                      |              |   |   |           |                 |           |           |           |   |  |        |        |        |        |        |        |        |
|  | 1            | Knack Roeselare            | 3            | 3                      |              |   |   |           |                 |           |           |           |   |  |        |        |        |        |        |        |        |
|  |              |                            | 4            | Tectum Achel           | 1            | 0 |   |           |                 |           |           |           |   |  |        |        |        |        |        |        |        |
|  | 4            | Tectum Achel               | 4            | Tectum Achel           | 1            | 0 | 3 | 1         | 3               |           |           |           |   |  |        |        |        |        |        |        |        |
|  | 4            | Tectum Achel               |              |                        |              |   |   |           |                 |           |           |           |   |  |        |        |        |        |        |        |        |
|  | 5            | Decospan Volley Team Menen | 1            | 3                      | 1            |   |   |           |                 |           |           |           |   |  |        |        |        |        |        |        |        |
|  | 5            | Decospan Volley Team Menen | 1            | 3                      | 1            |   |   | 1         | Knack Roeselare | 3         | 3         | 2         | 3 |  |        |        |        |        |        |        |        |
|  |              |                            |              |                        |              |   |   |           |                 |           |           |           | 3 |  |        |        |        |        |        |        |        |
|  |              |                            | 2            | Volley Haasrode Leuven | 1            | 1 | 3 | 1         |                 |           |           |           |   |  |        |        |        |        |        |        |        |
|  |              |                            |              |                        |              | 1 | 3 | 1         |                 |           |           |           |   |  |        |        |        |        |        |        |        |
|  |              |                            |              |                        |              |   |   |           |                 |           |           |           |   |  |        |        |        |        |        |        |        |
|  |              |                            |              |                        |              |   |   |           |                 |           |           |           |   |  |        |        |        |        |        |        |        |
|  | 2            | Volley Haasrode Leuven     | 3            | 3                      |              |   |   |           |                 |           |           |           |   |  |        |        |        |        |        |        |        |
|  | 2            | Volley Haasrode Leuven     | 3            | 3                      |              |   |   |           |                 |           |           |           |   |  |        |        |        |        |        |        |        |
|  |              |                            | 6            | VC Greenyard Maaseik   | 0            | 2 |   |           |                 |           |           |           |   |  |        |        |        |        |        |        |        |
|  | 3            | Lindemans Aalst            | 6            | VC Greenyard Maaseik   | 0            | 2 | 3 | 1         | 1               |           |           |           |   |  |        |        |        |        |        |        |        |
|  | 3            | Lindemans Aalst            |              |                        |              |   |   |           |                 |           |           |           |   |  |        |        |        |        |        |        |        |
|  | 6            | VC Greenyard Maaseik       | 0            | 3                      | 3            |   |   |           |                 |           |           |           |   |  |        |        |        |        |        |        |        |
|  | 6            | VC Greenyard Maaseik       | 0            | 3                      | 3            |   |   |           |                 |           |           |           |   |  |        |        |        |        |        |        |        |

### Ćwierćfinały
Format: do dwóch zwycięstw
| Data                | Godz.               | Gospodarz                  | Rezultat                         | Gość                           | Hala sportowa                  | Widzów                         | Star of the Game               | *                              |
| ------------------- | ------------------- | -------------------------- | -------------------------------- | ------------------------------ | ------------------------------ | ------------------------------ | ------------------------------ | ------------------------------ |
| Lindemans Aalst (3) | Lindemans Aalst (3) | Lindemans Aalst (3)        | 1 – 2                            | (6) VC Greenyard Maaseik       | (6) VC Greenyard Maaseik       | (6) VC Greenyard Maaseik       | (6) VC Greenyard Maaseik       | (6) VC Greenyard Maaseik       |
| 16.04.2025          | 20:30               | Lindemans Aalst            | 3:0 (25:19, 25:21, 25:18)        | VC Greenyard Maaseik           | Sportcentrum Schotte           | 550                            | Max Schulz                     | [ 344 ] [ 345 ]                |
| 18.04.2025          | 20:30               | VC Greenyard Maaseik       | 3:1 (32:30, 19:25, 27:25, 25:22) | Lindemans Aalst                | Steengoed Arena                | 860                            |                                | [ 346 ]                        |
| 20.04.2025          | 16:00               | Lindemans Aalst            | 1:3 (24:26, 17:25, 25:20, 19:25) | VC Greenyard Maaseik           | Sportcentrum Schotte           | bd.                            |                                | [ 347 ]                        |
| Tectum Achel (4)    | Tectum Achel (4)    | Tectum Achel (4)           | 2 – 1                            | (5) Decospan Volley Team Menen | (5) Decospan Volley Team Menen | (5) Decospan Volley Team Menen | (5) Decospan Volley Team Menen | (5) Decospan Volley Team Menen |
| 16.04.2025          | 20:30               | Tectum Achel               | 3:1 (25:16, 22:25, 25:20, 25:18) | Decospan Volley Team Menen     | Sporthal De Koekoek            | 417                            | Yannick Bak                    | [ 348 ] [ 349 ]                |
| 18.04.2025          | 20:30               | Decospan Volley Team Menen | 3:1 (25:15, 30:32, 25:18, 25:23) | Tectum Achel                   | CC De Steiger                  | 400                            | Gilles Vandecaveye             | [ 350 ] [ 351 ]                |
| 20.04.2025          | 18:00               | Tectum Achel               | 3:1 (28:26, 20:25, 26:24, 25:20) | Decospan Volley Team Menen     | Sporthal De Koekoek            | 345                            |                                | [ 352 ]                        |
| Źródło:             |                     |                            |                                  |                                |                                |                                |                                |                                |

### Półfinały
Format: do dwóch zwycięstw
| Data                       | Godz.                      | Gospodarz                  | Rezultat                                | Gość                     | Hala sportowa            | Widzów                   | Star of the Game         | *                        |
| -------------------------- | -------------------------- | -------------------------- | --------------------------------------- | ------------------------ | ------------------------ | ------------------------ | ------------------------ | ------------------------ |
| Knack Roeselare (1)        | Knack Roeselare (1)        | Knack Roeselare (1)        | 2 – 0                                   | (4) Tectum Achel         | (4) Tectum Achel         | (4) Tectum Achel         | (4) Tectum Achel         | (4) Tectum Achel         |
| 23.04.2025                 | 20:30                      | Knack Roeselare            | 3:1 (25:23, 21:25, 25:15, 25:15)        | Tectum Achel             | REO Arena                | 1075                     | Stijn D’Hulst            | [ 353 ] [ 354 ]          |
| 25.04.2025                 | 20:30                      | Tectum Achel               | 0:3 (21:25, 23:25, 19:25)               | Knack Roeselare          | Sporthal De Koekoek      | 417                      | Basil Dermaux            | [ 355 ] [ 356 ]          |
| Volley Haasrode Leuven (2) | Volley Haasrode Leuven (2) | Volley Haasrode Leuven (2) | 2 – 0                                   | (6) VC Greenyard Maaseik | (6) VC Greenyard Maaseik | (6) VC Greenyard Maaseik | (6) VC Greenyard Maaseik | (6) VC Greenyard Maaseik |
| 23.04.2025                 | 20:30                      | Volley Haasrode Leuven     | 3:0 (25:21, 25:18, 25:21)               | VC Greenyard Maaseik     | Sportoase                | 1000                     | Matthias Valkiers        | [ 357 ] [ 358 ]          |
| 25.04.2025                 | 20:30                      | VC Greenyard Maaseik       | 2:3 (25:14, 25:15, 23:25, 18:25, 13:15) | Volley Haasrode Leuven   | Steengoed Arena          | 830                      | Simon Peeters            | [ 359 ] [ 360 ]          |
| Źródło:                    |                            |                            |                                         |                          |                          |                          |                          |                          |

### Finały
Format: do trzech zwycięstw
| Data                | Godz.               | Gospodarz              | Rezultat                               | Gość                       | Hala sportowa              | Widzów                     | MVP                        | *                          |
| ------------------- | ------------------- | ---------------------- | -------------------------------------- | -------------------------- | -------------------------- | -------------------------- | -------------------------- | -------------------------- |
| Knack Roeselare (1) | Knack Roeselare (1) | Knack Roeselare (1)    | 3 – 1                                  | (2) Volley Haasrode Leuven | (2) Volley Haasrode Leuven | (2) Volley Haasrode Leuven | (2) Volley Haasrode Leuven | (2) Volley Haasrode Leuven |
| 2.05.2025           | 20:30               | Knack Roeselare        | 3:1 (25:13, 23:25, 25:16, 25:22)       | Volley Haasrode Leuven     | REO Arena                  | 1455                       | Dennis Deroey              | [ 361 ]                    |
| 6.05.2025           | 20:30               | Volley Haasrode Leuven | 1:3 (17:25, 17:25, 25:20, 26:28)       | Knack Roeselare            | Sportoase                  | 2000                       | Dennis Deroey              | [ 362 ]                    |
| 9.05.2025           | 20:30               | Knack Roeselare        | 2:3 (25:18, 28:26, 23:25, 23:25, 9:15) | Volley Haasrode Leuven     | REO Arena                  | 1925                       | Dennis Deroey              | [ 363 ]                    |
| 13.05.2025          | 20:30               | Volley Haasrode Leuven | 1:3 (22:25, 20:25, 25:18, 23:25)       | Knack Roeselare            | Sportoase                  | 2700                       | Dennis Deroey              | [ 364 ] [ 365 ]            |
| Źródło:             |                     |                        |                                        |                            |                            |                            |                            |                            |

## Klasyfikacja końcowa
| Poz. | Drużyna                      | Uwagi                              |
| 1.   | Knack Roeselare              | prawo udziału w Lidze Mistrzów     |
| 2.   | Volley Haasrode Leuven       | prawo udziału w Lidze Mistrzów     |
| 3.   | Tectum Achel                 | prawo udziału w Pucharze CEV       |
| 3.   | VC Greenyard Maaseik         | prawo udziału w Pucharze CEV       |
| 5.   | Lindemans Aalst              | prawo udziału w Pucharze Challenge |
| 5.   | Decospan Volley Team Menen   |                                    |
| 7.   | Waremme Volley               |                                    |
| 8.   | Caruur Volley Gent           |                                    |
| 9.   | Thuismakers Brabo Antwerp VT |                                    |
| 10.  | Volley Guibertin             |                                    |

## Nagrody indywidualne

### Drużyna sezonu
| Nagroda                | Zawodnik           | Klub                       |
| ---------------------- | ------------------ | -------------------------- |
| Najlepszy rozgrywający | Stijn D’Hulst      | Knack Roeselare            |
| Najlepszy atakujący    | Basil Dermaux      | Knack Roeselare            |
| Najlepsi przyjmujący   | Seppe Rotty        | Knack Roeselare            |
| Najlepsi przyjmujący   | Gilles Vandecaveye | Decospan Volley Team Menen |
| Najlepsi środkowi      | Pieter Coolman     | Knack Roeselare            |
| Najlepsi środkowi      | Mathäus Jurkovics  | Decospan Volley Team Menen |
| Najlepszy libero       | Dennis Deroey      | Knack Roeselare            |
| Źródło:                |                    |                            |

### Pozostałe nagrody
| Nagroda                 | Zdobywca nagrody       | Klub                       | *       |
| ----------------------- | ---------------------- | -------------------------- | ------- |
| MVP                     | Gilles Vandecaveye     | Decospan Volley Team Menen | [ 4 ]   |
| Zawodnik sezonu         | Basil Dermaux          | Knack Roeselare            | [ 367 ] |
| Najlepszy młodzieżowiec | Eliot De Vleeschhauwer | Decospan Volley Team Menen | [ 368 ] |
| Najlepszy trener        | Hendrik Tuerlinckx     | Volley Haasrode Leuven     | [ 369 ] |
| Najlepszy sędzia        | Björn Willems          |                            | [ 370 ] |